# Syngamia rubrocinctalis
Syngamia rubrocinctalis là một loài bướm đêm trong họ Crambidae.